# قهرمانی کشتی جهان ۱۹۹۶
قهرمانی کشتی جهان ۱۹۹۶ چهل و هشتمین دوره از رقابت‌های قهرمانی جهان می‌باشد که از ۲۹ تا ۳۱ اوت ۱۹۹۶ در صوفیه، بلغارستان برگزار گردید.

## جدول مدال‌ها
| رتبه            | کشور                | طلا | نقره | برنز | مجموع |
| --------------- | ------------------- | --- | ---- | ---- | ----- |
| ۱               | ژاپن                | ۲   | ۱    | ۳    | ۶     |
| ۲               | چین                 | ۲   | ۰    | ۰    | ۲     |
| ۳               | فرانسه              | ۱   | ۲    | ۱    | ۴     |
| ۴               | ایالات متحده آمریکا | ۱   | ۲    | ۰    | ۳     |
| ۵               | روسیه               | ۱   | ۱    | ۱    | ۳     |
| ۶               | کانادا              | ۱   | ۱    | ۰    | ۲     |
| ۷               | سوئد                | ۱   | ۰    | ۱    | ۲     |
| ۸               | اتریش               | ۰   | ۱    | ۰    | ۱     |
| ۸               | بلغارستان           | ۰   | ۱    | ۰    | ۱     |
| ۱۰              | آلمان               | ۰   | ۰    | ۱    | ۱     |
| ۱۰              | تایوان              | ۰   | ۰    | ۱    | ۱     |
| ۱۰              | نروژ                | ۰   | ۰    | ۱    | ۱     |
| مجموع (۱۲ کشور) | مجموع (۱۲ کشور)     | ۹   | ۹    | ۹    | ۲۷    |

## رده‌بندی تیمی
| رتبه | آزاد زنان           | آزاد زنان |
| رتبه | تیم                 | امتیازات  |
| ---- | ------------------- | --------- |
| ۱    | ژاپن                | ۶۸        |
| ۲    | روسیه               | ۶۳        |
| ۳    | ایالات متحده آمریکا | ۴۸        |
| ۴    | فرانسه              | ۴۱        |
| ۵    | کانادا              | ۳۹        |
| ۶    | چین                 | ۳۲        |
| ۷    | بلغارستان           | ۲۹        |
| ۸    | تایوان              | ۲۹        |
| ۹    | آلمان               | ۲۵        |
| ۱۰   | سوئد                | ۲۳        |

## خلاصه مدال‌ها

### آزاد زنان
| رویداد | طلا                                   | نقره                                    | برنز                     |
| ۴۴ ک‌گ  | Zhong Xiue · چین                      | Almuth Leitgeb · اتریش                  | Shoko Yoshimura · ژاپن   |
| ۴۷ ک‌گ  | Tricia Saunders · ایالات متحده آمریکا | آنژلیک برتنه · فرانسه                   | Miho Adachi · ژاپن       |
| ۵۰ ک‌گ  | Olga Smirnova · روسیه                 | Yoshiko Endo · ژاپن                     | Ida Hellström · سوئد     |
| ۵۳ ک‌گ  | آنا گومیس · فرانسه                    | Jennifer Ryz · کانادا                   | Ryoko Sakae · ژاپن       |
| ۵۷ ک‌گ  | سارا اریکسون (کشتی‌گیر) · سوئد         | Jackie Berube · ایالات متحده آمریکا     | لنه آنس · نروژ           |
| ۶۱ ک‌گ  | Mikiko Miyazaki · ژاپن                | ناتالیا ایوانووا (کشتی‌گیر) · روسیه      | اشتفانی گوس · آلمان      |
| ۶۵ ک‌گ  | Yayoi Urano · ژاپن                    | Doris Blind · فرانسه                    | Elmira Kurbanova · روسیه |
| ۷۰ ک‌گ  | کریستین نوردهاگن ویرلینگ · کانادا     | Galina Ivanova · بلغارستان              | لیز لوگران · فرانسه      |
| ۷۵ ک‌گ  | Liu Dongfeng · چین                    | Kristie Stenglein · ایالات متحده آمریکا | Sha Ling-li · تایوان     |